# اندیژان
اَندیژان یکی از شهرهای ازبکستان در استان سرخان‌دریا است. 
این شهر نباید با شهر اندیجان مرکز استان اندیجان ازبکستان اشتباه شود.

## منبع
ویو-ویو، بازدید: ۹ اکتبر ۲۰۰۸.